# رویداد (نسبیت)

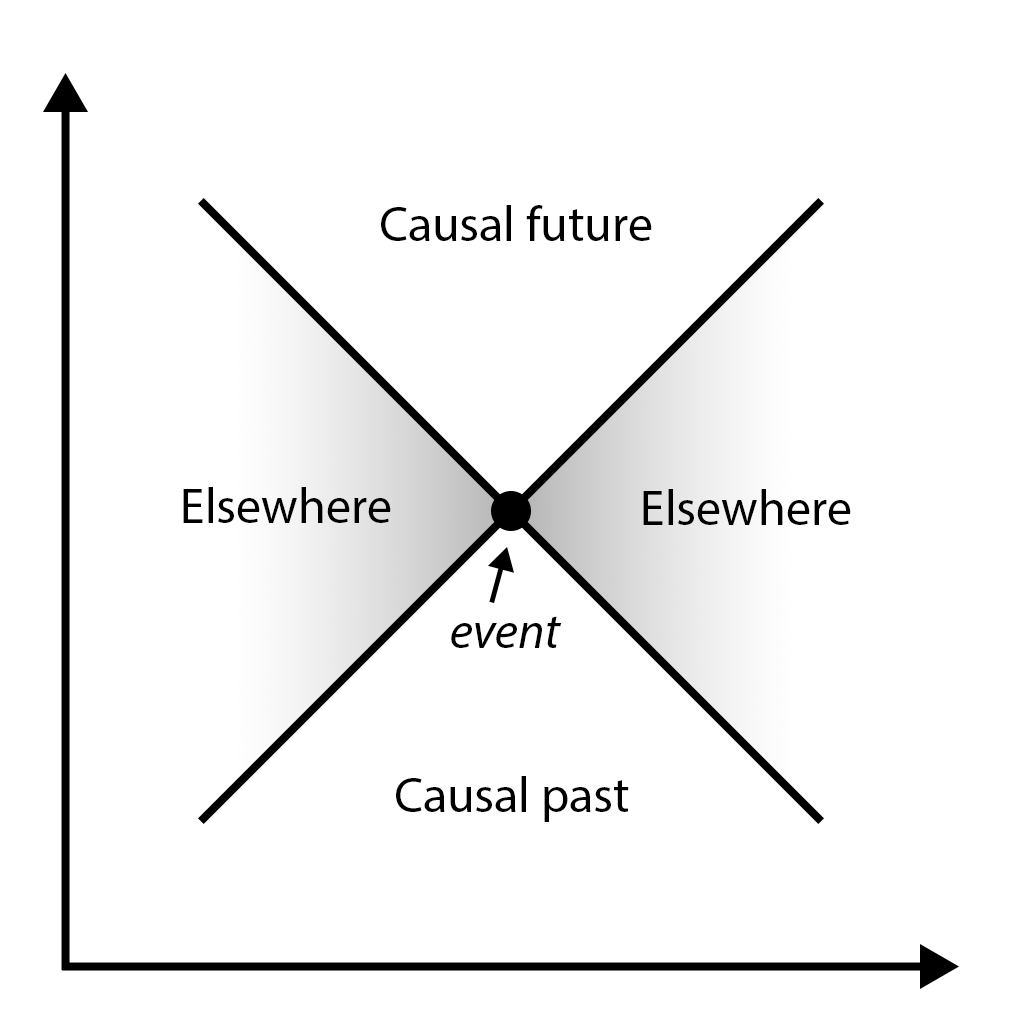
رویداد که دایره سیاه میانه است دارای زمان و مکان یگانه و خاص است.

در فیزیک و به طور خاص در نسبیت یک رویداد دلالت به یک موقعیت یا اتفاق فیزیکی دارد که در زمان و مکان مشخصی رخ داده‌است. مثلاً شکسته شدن لیوان روی زمین یک رویداد است که در زمانی یگانه و مکانی یگانه اتفاق افتاده‌است.
یکی از اهداف نسبیت بیان احتمال تأثیر یک رویداد بر دیگری است که این کار را با استفاده از تنسورها انجام می‌دهد.